# 와타우치촌 (나가노현)
와타우치촌(綿内村)은 나가노현 가미타카이군에 설치되었던 촌이다. 현재의 나가노시에 해당한다.

## 역사
- 1889년 4월 1일 - 정촌제 시행에 의해 근세이후의 와타우치촌이 단독으로 자치체를 형성하였다.
- 1959년 4월 1일 - 가와다촌, 호시나촌과 합병해 호시나촌이 성립하여, 동일 와타우치촌이 폐지되었다.

## 교통

### 철도
- 나가노 철도
  - 가토선

1966년부터 2012년까지 구촌 지역에 와카호역이 있었으나 당시에는 미개업 상태였다. 

### 도로
- 다니 가도(현 국도 제403호선)

## 참고문헌
- 角川日本地名大辞典 20 長野県